# João Sousa
João Sousa (* 30. März 1989 in Guimarães) ist ein ehemaliger portugiesischer Tennisspieler.

## Karriere
Sousa hat vor allem auf der Challenger Tour erste Erfolge erzielen können. 2010 gewann er seinen ersten Titel im Doppel, als er mit Leonardo Tavares in Tampere gegen das lettische Duo Andis Juška und Deniss Pavlovs siegreich blieb. Der erste Titel im Einzel folgte 2011 in Fürth, wo er den deutschen Meister Jan-Lennard Struff in drei Sätzen besiegte. Seinen zweiten Einzeltitel gewann er im April 2012 im türkischen Mersin gegen Javier Martí mit 6:4, 0:6, 6:4.
Für ein Grand-Slam-Turnier konnte sich Sousa erstmals 2012 bei den French Open qualifizieren. In der Auftaktrunde scheiterte er jedoch an Marcel Granollers in vier Sätzen. Sein Debüt auf der ATP World Tour gab er 2008 in Estoril, als er sich erfolgreich für das Hauptfeld qualifizieren konnte. Im Spiel gegen Oliver Marach behielt er deutlich die Oberhand und siegte klar mit 6:1, 6:3. Im anschließenden Achtelfinale gegen Frederico Gil unterlag er in zwei Sätzen. Erst vier Jahre später, im Jahr 2012, gelang ihm die erneute Qualifikation für ein Hauptfeld auf der World Tour. In Barcelona zog er ins Hauptfeld des ATP-500-Turniers ein und besiegte in der ersten Runde den Russen Igor Kunizyn in zwei Sätzen. In der zweiten Runde war es wieder Frederico Gil, der Sousa aus dem Turnier warf. Gil gewann knapp in drei Sätzen. Im September 2013 konnte er in Kuala Lumpur als erster Portugiese ein Einzelturnier der ATP-Tour gewinnen. Im Endspiel besiegte er Julien Benneteau in drei Sätzen.
Ab 2008 spielt Sousa für die portugiesische Davis-Cup-Mannschaft.
Sousa beendete seine aktive Profikarriere im April 2024 in Estoril, nachdem er sich in der ersten Runde gegen den Franzosen Arthur Fils mit 5:7, 4:6 geschlagen geben musste.

## Bemerkungen
João Sousa ist nicht zu verwechseln mit dem knapp ein Jahr älteren brasilianischen Tennisspieler João Souza. Sie standen bereits mehrfach zusammen im Hauptfeld desselben Turniers; beim ATP-Turnier in Genf trafen sie im Mai 2015 erstmals aufeinander.
Zudem gibt es noch einen weiteren portugiesischen Tennisspieler namens Pedro Sousa, der mit ihm aber nicht verwandt ist. Die beiden Duelle mit diesem konnte João Sousa jeweils klar in zwei Sätzen gewinnen.

## Erfolge
| Legende (Anzahl der Siege)  |
| Grand Slam                  |
| ATP World Tour Finals       |
| ATP World Tour Masters 1000 |
| ATP World Tour 500          |
| ATP World Tour 250 (4)      |
| ATP Challenger Tour (7)     |

| Titel nach Belag |
| Hartplatz (3)    |
| Sand (1)         |
| Rasen (0)        |

### Einzel

#### Turniersiege

##### ATP World Tour
| Nr. | Datum              | Turnier      | Belag         | Finalgegner           | Ergebnis       |
| --- | ------------------ | ------------ | ------------- | --------------------- | -------------- |
| 1.  | 29. September 2013 | Kuala Lumpur | Hartplatz (i) | Julien Benneteau      | 2:6, 7:5, 6:4  |
| 2.  | 1. November 2015   | Valencia     | Hartplatz (i) | Roberto Bautista Agut | 3:6, 6:3, 6:4  |
| 3.  | 6. Mai 2018        | Estoril      | Sand          | Frances Tiafoe        | 6:4, 6:4       |
| 4.  | 6. Februar 2022    | Pune         | Hartplatz     | Emil Ruusuvuori       | 7:69, 4:6, 6:1 |

##### ATP Challenger Tour
| Nr. | Datum          | Turnier   | Belag     | Finalgegner        | Ergebnis      |
| --- | -------------- | --------- | --------- | ------------------ | ------------- |
| 1.  | 5. Juni 2011   | Fürth (1) | Sand      | Jan-Lennard Struff | 6:2, 0:6, 6:2 |
| 2.  | 15. April 2012 | Mersin    | Sand      | Javier Martí       | 6:4, 0:6, 6:4 |
| 3.  | 29. Juli 2012  | Tampere   | Sand      | Éric Prodon        | 7:65, 6:4     |
| 4.  | 9. Juni 2013   | Fürth (2) | Sand      | Wayne Odesnik      | 3:6, 6:3, 6:4 |
| 5.  | 28. Juli 2013  | Guimarães | Hartplatz | Marius Copil       | 6:3, 6:0      |

#### Finalteilnahmen
| Nr. | Datum              | Turnier        | Belag         | Finalgegner           | Ergebnis        |
| --- | ------------------ | -------------- | ------------- | --------------------- | --------------- |
| 1.  | 13. Juli 2014      | Båstad         | Sand          | Pablo Cuevas          | 2:6, 1:6        |
| 2.  | 21. September 2014 | Metz           | Hartplatz (i) | David Goffin          | 4:6, 3:6        |
| 3.  | 23. Mai 2015       | Genf (1)       | Sand          | Thomaz Bellucci       | 6:74, 4:6       |
| 4.  | 26. Juli 2015      | Umag           | Sand          | Dominic Thiem         | 4:6, 1:6        |
| 5.  | 27. September 2015 | St. Petersburg | Hartplatz (i) | Milos Raonic          | 3:6, 6:3, 3:6   |
| 6.  | 14. Januar 2017    | Auckland       | Hartplatz     | Jack Sock             | 3:6, 7:5, 3:6   |
| 7.  | 5. August 2017     | Kitzbühel      | Sand          | Philipp Kohlschreiber | 3:6, 4:6        |
| 8.  | 21. Mai 2022       | Genf (2)       | Sand          | Casper Ruud           | 6:73, 6:4, 6:71 |

### Doppel

#### Turniersiege
| Nr. | Datum          | Turnier | Belag | Partner            | Finalgegner                | Ergebnis          |
| --- | -------------- | ------- | ----- | ------------------ | -------------------------- | ----------------- |
| 1.  | 1. August 2010 | Tampere | Sand  | Leonardo Tavares   | Andis Juška Deniss Pavlovs | 7:63, 7:5         |
| 2.  | 10. Juni 2012  | Fürth   | Sand  | Arnau Brugués Davi | Rameez Junaid Purav Raja   | 7:5, 6:74, [11:9] |

#### Finalteilnahmen
| Nr. | Datum        | Turnier | Belag | Partner             | Finalgegner                       | Ergebnis         |
| --- | ------------ | ------- | ----- | ------------------- | --------------------------------- | ---------------- |
| 1.  | 20. Mai 2018 | Rom     | Sand  | Pablo Carreño Busta | Juan Sebastián Cabal Robert Farah | 6:3, 4:6, [4:10] |

## Abschneiden bei Grand-Slam-Turnieren

### Einzel
| Turnier         | 2011 | 2012 | 2013 | 2014 | 2015 | 2016 | 2017 | 2018 | 2019 | 2020 | 2021 | 2022 | 2023 | Karriere |
| --------------- | ---- | ---- | ---- | ---- | ---- | ---- | ---- | ---- | ---- | ---- | ---- | ---- | ---- | -------- |
| Australian Open | Q1   | Q3   | 2    | 1    | 3    | 3    | 1    | 2    | 3    | 1    | —    | 1    | 1    | 3        |
| French Open     | —    | 1    | 2    | 1    | 2    | 2    | 2    | 1    | 1    | 1    | 1    | 2    | Q1   | 2        |
| Wimbledon       | Q1   | Q2   | Q3   | 1    | 1    | 3    | 1    | 1    | AF   |      | 1    | 1    | —    | AF       |
| US Open         | Q2   | Q1   | 3    | 2    | 1    | 3    | 1    | AF   | 1    | 1    | Q1   | 2    | —    | AF       |

Zeichenerklärung: S = Turniersieg; F, HF, VF, AF = Einzug ins Finale / Halbfinale / Viertelfinale / Achtelfinale; 1, 2, 3 = Ausscheiden in der 1. / 2. / 3. Hauptrunde; Q1, Q2, Q3 = Ausscheiden in der 1. / 2. / 3. Qualifikationsrunde; nicht ausgetragen

### Doppel
| Turnier         | 2014 | 2015 | 2016 | 2017 | 2018 | 2019 | 2020 | 2021 | 2022 | 2023 | Karriere |
| --------------- | ---- | ---- | ---- | ---- | ---- | ---- | ---- | ---- | ---- | ---- | -------- |
| Australian Open | 1    | 2    | 1    | 1    | 2    | HF   | 1    | —    | —    | 1    | HF       |
| French Open     | AF   | 1    | 2    | 1    | AF   | 1    | 1    | —    | 1    | —    | AF       |
| Wimbledon       | 1    | 1    | 1    | 1    | AF   | 2    |      | —    | 2    | —    | AF       |
| US Open         | 2    | VF   | 1    | 1    | 2    | VF   | —    | —    | VF   | —    | VF       |